# Vuohisaari (ö i Nyland)
Vuohisaari är en ö i Finland. Den ligger i sjön Jäljänjärvi och i kommunen Lojo i den ekonomiska regionen  Helsingfors  och landskapet Nyland, i den södra delen av landet, 70 km nordväst om huvudstaden Helsingfors. Öns area är 0,4 hektar och dess största längd är 90 meter i öst-västlig riktning.